# سونوگرافی زنان و زایمان

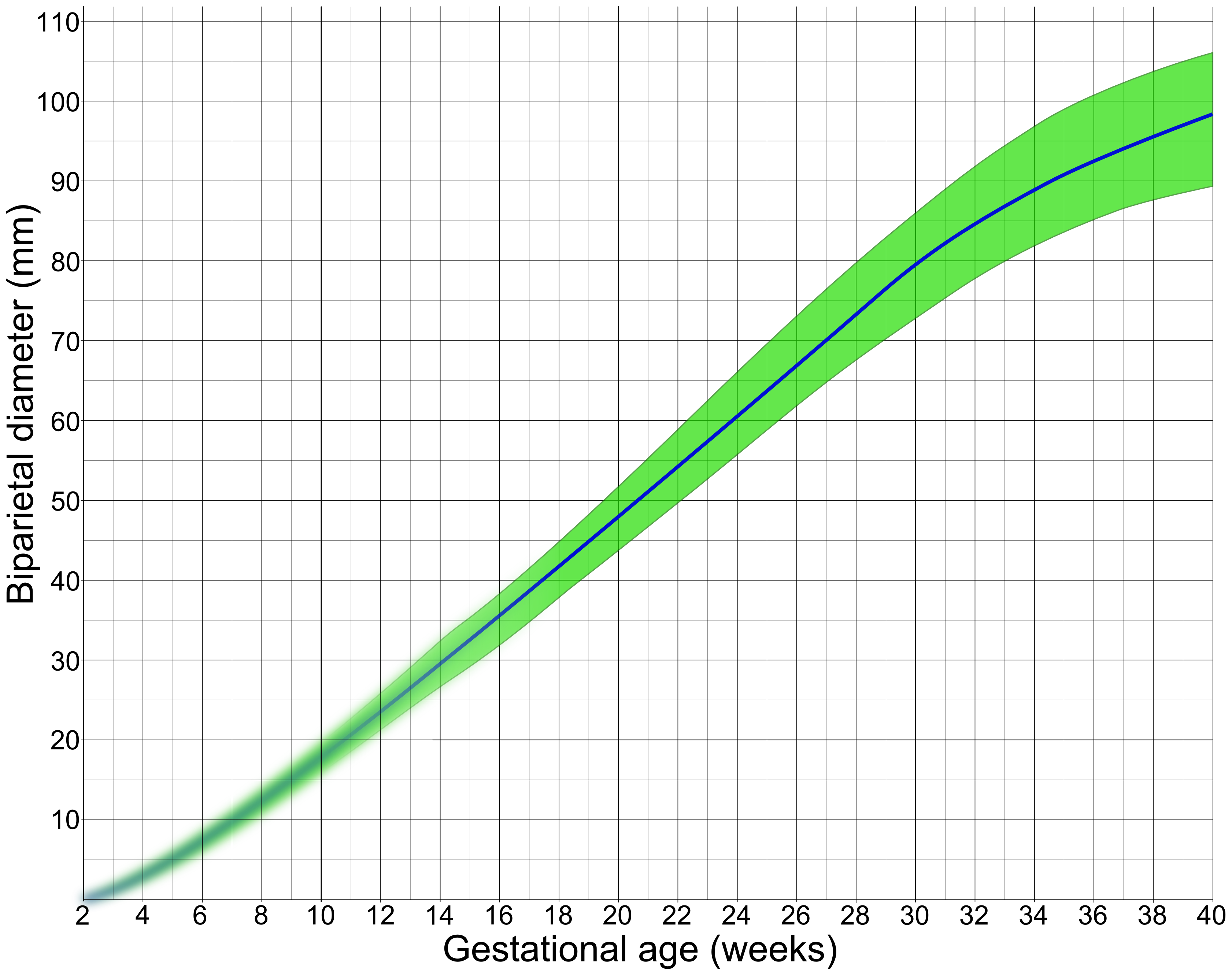
قطر بای‌پریتال (قطر عرضی سر) بر اساس سن باراداری، با خط آبی نشان‌دهنده میانگین و ناحیه سبز نشان‌دهنده فاصله پیش‌بینی ۹۰٪ است.

سونوگرافی زنان و زایمان (به انگلیسی: Obstetric ultrasonography) یا سونوگرافی پیش‌نوزادی (به انگلیسی: prenatal ultrasound)، استفاده از سونوگرافی پزشکی در بارداری است که در آن از امواج صوتی برای ایجاد تصاویر دیداری در زمان واقعی از جنین یا جنین در رحم در حال رشد استفاده می‌شود. این روش بخشی استاندارد از مراقبت‌های دوران بارداری در بسیاری از کشورها است، زیرا می‌تواند اطلاعات گوناگونی در مورد سلامت مادر، زمان و پیشرفت بارداری، و سلامت و رشد جنین یا جنین ارائه دهد.
در حالت طبیعی، هر نوع بافت بدن مانند کبد، طحال یا کلیه دارای اکوژنیک منحصر به فرد است. خوشبختانه، کیسه بارداری، کیسهٔ زرده و جنین توسط بافت‌های هیپراکویک (روشن‌تر) دربر گرفته شده‌اند.

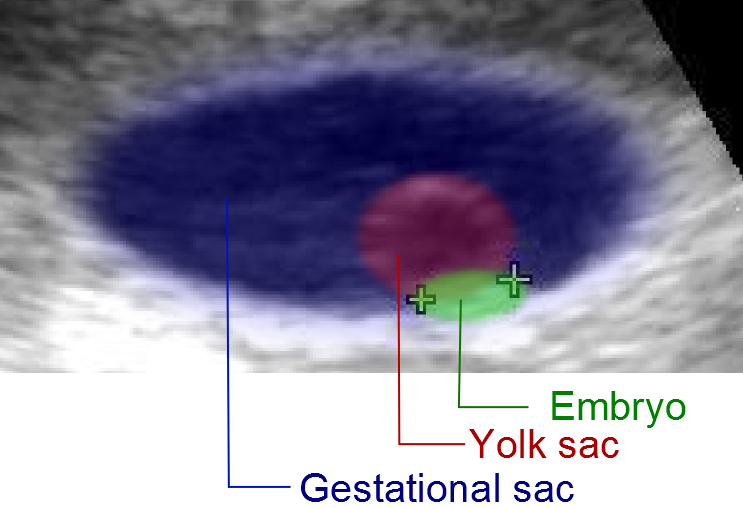
رنگ مصنوعی کیسه حاملگی،کیسه زرده وجنین را نشان می‌دهد (اندازه 3 میلی‌متر به عنوان فاصله بین علائم +)

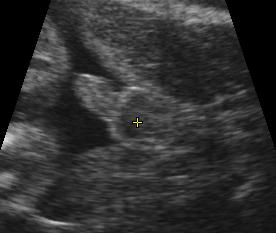
سونوگرافی جنین پسر با کیسه بیضه و آلت تناسلی در مرکز تصویر

داده‌های زیر دقت دو بیمارستان است:
| سن بارداری | دانشکده پزشکی بیمارستان کالج کینگ | بیمارستان شهر تایپه و بیمارستان لی شین |
| ---------- | --------------------------------- | -------------------------------------- |
| ۱۱ هفته    | ۷۰٫۳٪                             | ۷۱٫۹٪                                  |
| ۱۲ هفته    | ۹۸٫۷٪                             | ۹۲٪                                    |
| ۱۳ هفته    | ۱۰۰٪                              | ۹۸٫۳٪                                  |

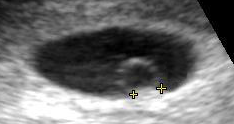
محتویات داخل حفرۀ رحم تقریباً در ۵ هفتگی بارداری دیده می‌شود
جنین در سن ۵ هفته و ۱ روز بارداری (بالا سمت چپ) با ضربان قلب قابل تشخیص
جنین در سن ۵ هفته و ۵ روز بارداری با ضربان قلب قابل تشخیص